# Владимир Коренев
Владимир Николаевич Коренев е руски художник и график, илюстратор на книги, който през целия си активен живот живее и работи в България.

## Биография
Владимир Коренев е роден на 30 януари 1912 в Киев. През 1921 г. семейството му емигрира в България. През 1931 – 1936 г. следва в Художествената академия, при професор Дечко Узунов. Занимава се основно с илюстрация и графика. През 1938 г. става член на Дружеството на руските художници в България, участва в групови изложби в България и в чужбина. През 1946 г. става гражданин на СССР и става член на президиума на Комитета на съветските граждани.
График, илюстратор и резбар, Коренев има високи постижения в илюстрацията на юношески и детски книги, сред които Остров Тамбукту, Човекът-амфибия, Черният ужас, Човек без оръжие, Момчето с крилатите обувки, и множество приказки.